# Panathinaikos FC
Panathinaikos (PAO) er en fodboldklub i Athen, Grækenland. Det er den næstmest populære klub i Grækenland efter Olympiakos som er den klub med den største tilhængerskare og den klub som har vundet flest mesterskaber.
- Græsk mester (20x): 1930, 1949, 1953, 1960, 1961, 1962, 1964, 1965, 1969, 1970, 1972, 1977, 1984, 1986, 1990, 1991, 1995, 1996, 2004, 2010
- Græsk pokalmester (20x): 1940, 1948, 1955, 1967, 1969, 1977, 1982, 1984, 1986, 1988, 1989, 1991, 1993, 1994, 1995, 2004, 2010, 2014, 2022, 2024
- Super Cup (3x)[1]: 1988, 1993, 1994
- Double (8x): 1969, 1977, 1984, 1986, 1991, 1995, 2004, 2010
- Balkan pokal (1x): 1977
- CL Finaler opnået: 1971

## Kendte spillere
- Antonis Antoniadis, Stratos Apostolakis, Angelos Basinas, Dimitrios Domazos, Giorgos Donis, Kostas Eleftherakis, Panagiotis Fissas, Kostas Frantzeskos, Mike Galakos, Giorgos Georgiadis, Takis Ikonomopoulos, Ioannis Kalitzakis, Aristidis Kamaras, Giorgos Kapouranis, Anthimos Kapsis, Giorgos Karagounis, Ioannis Kirastas, Sotiris Kirgiakos, Kostas Linoxilakis, Spiros Livathinos, Takis Loukanidis, Spiros Marangos, Angelos Messaris, Apostolos Nikolaidis, Antonios Nikopolidis, Nikos Nioplias, Nikos Sarganis, Dimitris Saravakos, Giourkas Seitaridis, Nikos Vamvakoulas, Dimitris Papadopoulos, Dimitris Salpingidis
- Manucho
- Óscar Álvarez, Juan José Borrelli, Fernando Galetto, Juan Ramón Rocha, Juan Ramón Verón, Ezequiel González
- Júlio César Soares Espíndola, Flávio Conceição, Araken Demelo, Rodrigo de Souza Cardoso
- Joël Epalle
- Kostas Charalambidis, Michalis Konstantinou, Kostas Malekkos
- Claus Nielsen, René Henriksen, Jan Michaelsen
- Joonas Kolkka
- Djibril Cisse
- Tschen La Ling, Nordin Wooter
- Helgi Sigurðsson
- Aljoša Asanović, Igor Bišćan, Robert Jarni, Daniel Šarić, Anthony Šerić, Goran Vlaović, Velimir Zajec, Silvio Marić, Mario Galinovic
- Raimondas Žutautas
- Erik Mykland, Frank Strandli
- Percy Olivares
- Emmanuel Olisadebe, Józef Wandzik, Krzysztof Warzycha
- Paolo Sousa, Hélder Postiga
- Dame N'Doye
- Victor Sanchez
- Mikael Nilsson, Mikael Antonsson
- Nasief Morris
- Markus Münch, Karlheinz Pflipsen, Walter Wagner, Marco Villa
- Jafar Irismetov
- Andreas Ivanschitz

## Nuværende spillertrup
| 4 | Rubén Pérez          |
| 2 | Georgios Vagiannidis |
| 3 | Juankar              |
| 5 | Bart Schenkeveld     |
| 6 | Zeca                 |
| 7 | Fotis Ioannidis      |
| 8 | Anastasios Bakasetas |

| 9  | Andraz Sporar       |
| 10 | Bernard             |
| 11 | Dimitrios Limnios   |
| 12 | Yuriy Lodygin       |
| 14 | Erik Palmer-Brown   |
| 15 | Vasilios Xenopoulos |
| 16 | Adam Gnezda Cerin   |
| 17 | Daniel Mancini      |

| 20 | Vitor Hugo           |
| 21 | Tin Jedvaj           |
| 22 | Aitor Cantalapiedra  |
| 24 | Georgios Sideras     |
| 27 | Giannis Kotsiras     |
| 29 | Alexander Jeremejeff |
| 31 | Filip Djuricic       |
| 34 | Sebastián Palacios   |

| 69 | Bartlomiej Dragowski |
| 23 | Hørður Magnússon     |
| 25 | Filip Mladenovic     |
| 52 | Tonny Vilhena        |
| 55 | Willian Arão         |
| 77 | Benjamin Verbic      |
| 90 | Leandro Frroku       |
| 91 | Alberto Brignoli     |
| 94 | Samet Akaydin        |